# Hu Kai
Hu Kai (chiń. upr. 胡凯; chiń. trad. 胡凱; pinyin Hú Kǎi; ur. 4 sierpnia 1982 w Qingdao) – chiński lekkoatleta, sprinter.

## Osiągnięcia
- złoto Uniwersjady (bieg na 100 metrów Izmir 2005)
- brązowy medal Igrzysk azjatyckich (sztafeta 4 × 100 metrów Doha 2006)

W 2008 Kai reprezentował Chiny na igrzyskach olimpijskich w Pekinie. Indywidualnie odpadł w ćwierćfinałach na 100 metrów, zaś w sztafecie 4 × 100 metrów, razem z kolegami z chińskiej reprezentacji awansował do finału, gdzie jednak sztafeta gospodarzy została zdyskwalifikowana (sklasyfikowano ją ostatecznie na 8. pozycji).

## Rekordy życiowe
- bieg na 100 metrów – 10,24 (2008)
- bieg na 200 metrów – 20,57 (2006)